# Боль, Астрид
Астрид Боль (англ. Astrid Margarete Bål; 6 июня 1959 г.) — норвежская саамская художница. В дополнение к другим своим работам она также разработала саамский флаг.

## Биография
Астрид Боль родилась в 1959 году в Каресуандо, графство Норрботтен, Швеция, и в детстве переехала в Скиботн, муниципалитет Сторфьорд, графство Тромс, Норвегия. Она получила художественное образование в средней школе в Нарвике и продолжила обучение в Норвежской национальной академии ремёсел и художественной промышленности в Осло, где изучала текстильную печать, графический дизайн и рисование от руки. Бол выставляла свои работы на нескольких выставках, в том числе «Mijjen luunie — Kums oss» — передвижной выставке южных саамов в 1994 году и « ČSV — å visualisere Sápmi» на Jeløya в 2006 году.
В 1986 году она выиграла конкурс, спонсируемый газетой Sámi Áigi, на разработку флага для народа саами, опередив более 70 других работ. Флаг был официально принят и впервые поднят на 13-й саамской конференции в Оре, Швеция, 15 августа 1986 года. По словам Бола, дизайн флага был вдохновлён стихотворением на южном саамском языке «Päiven Pārne» (Сыны Солнце) Андерса Фьелльнера и символизирует то, что солнце даёт жизнь Земле. В своём дизайне Боль также черпала вдохновение из старых писаний и книг о саамских языках, мифологии и символике.
Боль также разработала норвежские почтовые марки для Tråante 2017, фестиваля, посвящённого 100-летию Саамской ассамблеи 1917 года в Тронхейме.